# 贊布羅鎮區 (明尼蘇達州瓦巴沙縣)
贊布羅鎮區（英語：Zumbro Township）是位於美國明尼蘇達州瓦巴沙縣的一個行政鎮區。

## 地方資料
贊布羅鎮區的面積為83.41平方千米，當中陸地面積為81.82平方千米，而水域面積為1.59平方千米。根據2020年美國人口普查的數據，當地共有人口642人，而人口密度為每平方千米7.7人。